# Harry Baur
Pour les articles homonymes, voir Baur.
Henri Marie Rodolphe Baur, dit Harry Baur, né le 12 avril 1880 dans le 11e  arrondissement de Paris, ville où il est mort le 8 avril 1943 en son domicile dans le 9e arrondissement, est un comédien français, considéré comme l'un des plus grands de la première moitié du XXe siècle.

## Biographie

### Origines familiales
Il naît à Paris au 171, boulevard Voltaire, fils de Meinrad Baur, un horloger alsacien originaire de Heimsbrunn, et de Marie Imblon, d'origine lorraine, native de Bitche. Il a déclaré lors d'une interview accordé au magazine Pour vous en 1936 que sa famille est « depuis toujours, catholique ».
Harry Baur part très jeune pour Marseille où il intègre la section de rugby à XV de l'Olympique de Marseille, club dont il se sentira toujours proche et dont il restera une figure emblématique, et entame des études d'hydrographie, puis se dirige vers le théâtre. 

### Débuts
Refusé au Conservatoire d'art dramatique de Paris, il suit des cours privés. Sa carrière théâtrale démarre avant la Première Guerre mondiale. Les douze années qui suivent la première guerre mondiale marquent l'apogée de la carrière théâtrale de l'acteur alsacien.
Il commence une carrière au cinéma dès la fin des années 1900, dans des films de Victorin Jasset, Michel Carré, Albert Capellani, Georges Denola, Gérard Bourgeois, Jacques de Baroncelli, Maurice Tourneur ou Abel Gance, alors à ses débuts.

### Un grand acteur
Considéré comme un « monstre sacré » (terme inventé par Jean Cocteau entre les deux guerres) durant les années qui précédèrent la Seconde Guerre mondiale, il impose sa personnalité puissante et son jeu tout en finesse. Sa carrière décolle en 1930 avec la rencontre de Julien Duvivier : dans le premier film parlant du réalisateur,  David Golder, il incarne cette année-là le personnage éponyme à la fois du film et du roman d'Irène Némirovsky dont il est tiré.
Harry Baur tourne dans quarante films en douze ans. Il est notamment, en 1934, l'un des interprètes les plus marquants de Jean Valjean dans la version des Misérables signée par Raymond Bernard, où il donne la réplique à Charles Vanel, alias Javert. Il interprète le personnage du roi Hérode dans le film Golgotha face à Robert Le Vigan qui joue Jésus en 1935. En 1936, il est un Beethoven saisissant dans le film d'Abel Gance, Un grand amour de Beethoven. Parmi ses nombreuses compositions, on peut citer le héros éponyme du film de Maurice Tourneur Volpone (1941), aux côtés de Louis Jouvet incarnant Mosca et de Charles Dullin, qui joue Corbaccio, l'usurier.
Au théâtre, il reprend en 1931 le rôle de César, créé par Raimu, dans Fanny, la deuxième pièce de la célèbre trilogie marseillaise de Pagnol.

### Pendant la guerre

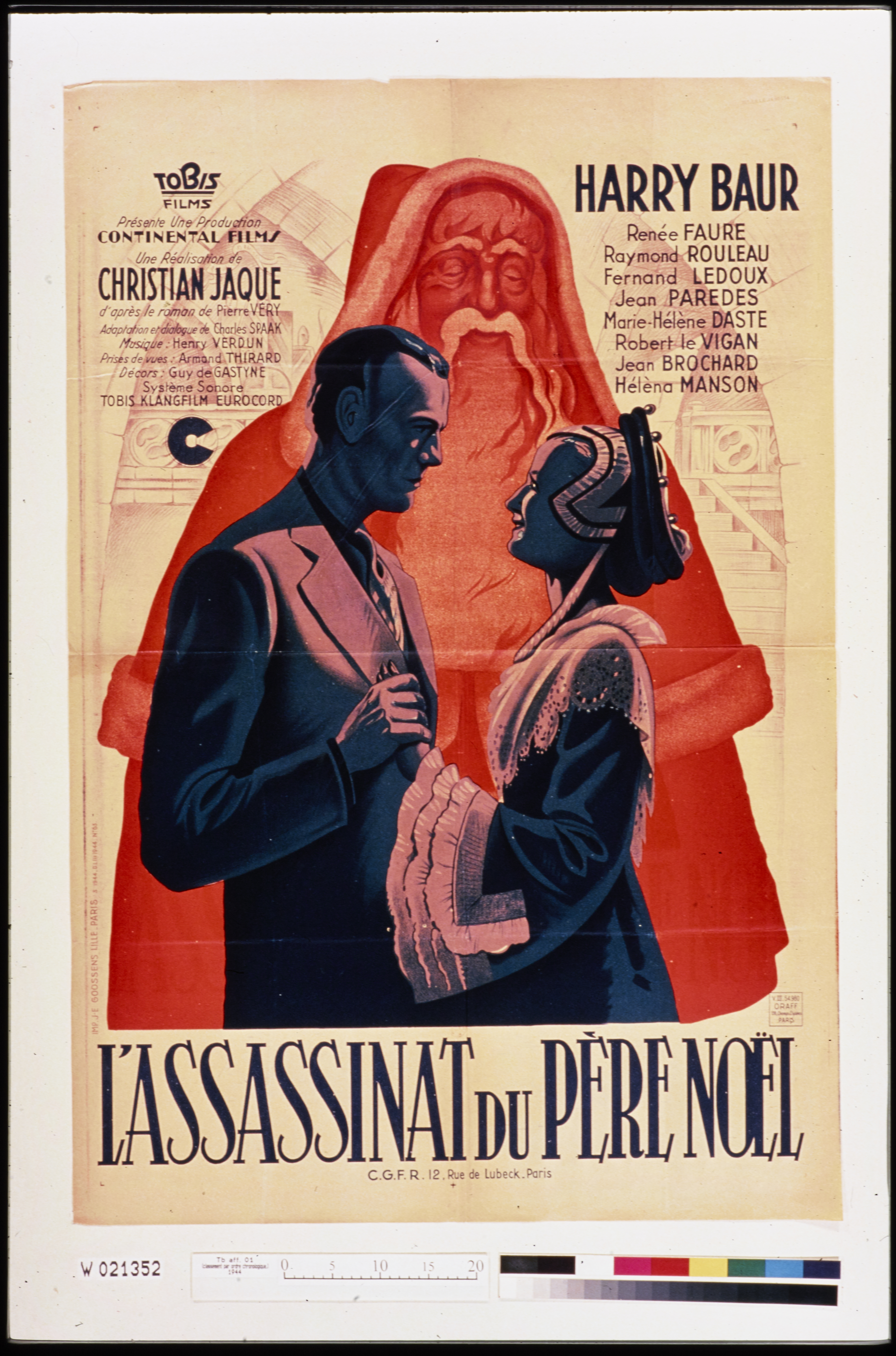
Affiche de L'assassinat du Père Noël.

L'Occupation allemande n'interrompt pas sa carrière. En 1941, il incarne le père Cornusse dans L'Assassinat du père Noël de Christian-Jaque, le premier film de la compagnie à capitaux allemands d'Alfred Greven, la Continental-Films. Néanmoins, depuis les débuts de l'Occupation, des journaux français antisémites font courir une rumeur « l'accusant » d'être juif. L'acteur s'en défend en faisant publier un certificat « d'aryanité » et écrit à l'hebdomadaire Je suis partout une lettre que le journal publie : « Actuellement à l'étranger. Je viens d'apprendre que M. Alain Laubreaux m'a qualifié de « néo-aryen ». Cette expression pouvant prêter à équivoque, je tiens à préciser, de la manière la plus catégorique, que je ne suis pas aryen de fraîche date, mais aussi vieux aryen que quiconque. Je veux espérer que l'incident est clos. » C'est alors que Joseph Goebbels, très préoccupé par la prééminence du cinéma français sur une production « germanique » qui a effectivement été anéantie par la politique antisémite des nazis, le fait venir à Berlin pour tenir le rôle masculin principal dans Symphonie d'une vie (Symphonie eines Lebens) d'Hans Bertram aux côtés d'Henny Porten et de Gisela Uhlen. Étant ignorées du public, les pressions exercées par les nazis sur sa seconde épouse pour qu'il accepte cette offre ne peuvent lui éviter les soupçons de collaboration et les insultes qui font de lui un « traître » et un « vendu » à l'occupant.

### Arrestation et mort
Quand il rentre en France au printemps 1942, la rumeur sur ses origines juives, alimentée par la dénonciation d'un ami d'enfance,, reprend de plus belle. Theodor Dannecker demande alors à Charles Laville, ingénieur biologiste, chef des services scientifiques d'études aux questions juives de faire le portrait morphologique du visage d'Harry Baur. Dans le rapport qu'il lui transmet, il conclut « que le grand acteur présente à un degré fortement accusé toutes les caractéristiques sémitiques ». Harry Baur est arrêté avec sa femme le 30 mai. Dannecker est furieux qu'un Juif ait pu tenir le premier rôle d'un film allemand. Emprisonné à la section IV J de la Gestapo pendant quatre mois dans des conditions très rudes, Harry Baur subit plusieurs séances de coups, dont une de douze heures. Au cours de l'une d'elles, il se relève et déclare au SS Hauptsturmführer : 

« Il sera plus digne pour vous de frapper un homme debout. »

Il reçoit du prêtre Franz Stock, un réconfort spirituel.
Il est libéré le 19 septembre 1942, ses tortionnaires lui signifiant : « nous avons toujours su que vous n'êtes pas juif. » Reinhard Heydrich, le supérieur de Dannecker, était, par ambition, en conflit avec Joseph Goebbels. L'artiste n'était que la victime de la rivalité des deux dignitaires nazis. Âgé de 62 ans, Harry Baur ne se remettra cependant jamais des séances de torture subies et meurt à peine moins de six mois plus tard, le 8 avril 1943, en son domicile, 3 rue du Helder (sa femme y habitait encore en 1978). Les autorités allemandes, pour ne pas être accusées d'avoir causé sa mort, interdirent aux journaux de l'annoncer. 
À la Libération, l'opinion publique française ne retient de lui que sa collaboration avec l'industrie cinématographique allemande,Interprétation abusive ?.
Après des obsèques célébrées en l'église Saint-Philippe-du-Roule, Harry Baur a été inhumé dans le caveau familial du cimetière Saint-Vincent, à Montmartre, dans lequel reposaient déjà sa première épouse Rose (morte en 1931) et leur fils Jacques (mort en 1929).
En avril 1947, Charles Laville, le biologiste qui avait contribué à son arrestation, est inculpé pour intelligence avec l'ennemi et écroué à la prison de Fresnes. Quant à l'ami d'enfance dénonciateur, poursuivi à la Libération pour indignité nationale, après plusieurs recours pour raisons de santé, il est finalement acquitté par le tribunal militaire de Paris en mai 1951.

### Vie privée
Il épouse à Paris 8e arrondissement le 9 juin 1910 l'actrice Rose Cremer, connue sous le nom de Rose Grane, avec qui il demeure 16, rue du Colisée, et avec laquelle il a trois enfants. Elle meurt lors d'un voyage en Algérie, à Tlemcen, en 1931.
Il se remarie le 15 juin 1936, à Paris 16e arrondissement, avec Rika Radifé(1902-1983), elle-même actrice puis directrice de théâtre.

### Décorations

#### Décorations françaises
- Officier de la Légion d'honneur (décret du 31 juillet 1936)
- Chevalier de l'ordre des Palmes académiques

#### Décoration étrangère
- Chevalier du Nichan Iftikhar (Tunisie)

## Filmographie
- 1908 : Beethoven de Victorin Jasset : Ludwig van Beethoven
- 1908 : Le Bon Cambrioleur (anonyme)
- 1909 : Arsène Lupin de Michel Carré : l'inspecteur Ganimard
- 1909 : L'Assommoir d’Albert Capellani
- 1909 : Don César de Bazan de Victorin Jasset : César de Bazan
- 1909 : Hector est un garçon sérieux (anonyme)
- 1909 : La Jeunesse de Vidocq ou Comment on devient policier (anonyme)
- 1909 : La Légende du bon chevalier de Victorin Jasset
- 1909 : La Miniature de Michel Carré
- 1909 : Les petits iront à la mer (anonyme)
- 1909 : L'Enlèvement de Mademoiselle Biffin (anonyme)
- 1909 : Les Noces de Canuche de Michel Carré
- 1909 : Octave (anonyme)
- 1909 : Les Suicidés de Louf de Michel Carré
- 1910 : Les Aventuriers du Val d'Or (anonyme)
- 1910 : L'Évasion d'un truand de Michel Carré
- 1910 : Le Four à chaux de Michel Carré
- 1910 : Sur la pente de Michel Carré
- 1910 : La Haine d’Albert Capellani
- 1910 : Le Mauvais Pilote (anonyme)
- 1910 : Les Messagers de Notre-Dame de Léon Boulnois
- 1910 : L'Évasion de Vidocq de Georges Denola
- 1910 : Shylock, le marchand de Venise d’Henri Desfontaines : Shylock
- 1911 : Vidocq de Gérard Bourgeois
- 1911 : La Note de la blanchisseuse (ou Frisette, blanchisseuse de fin) de Georges Denola
- 1912 : Les Amis de la mort (anonyme)
- 1912 : Le Cheveu d'or de Pierre Bressol
- 1912 : Le Secret du lac (anonyme)
- 1913 : Monsieur Lecoq de Maurice Tourneur
- 1913 : Le Naufragé de Michel Carré
- 1913 : Le Roman de Carpentier (anonyme)
- 1915 : Chignon d'or d’André Hugon : Harry
- 1915 : Strass et Compagnie d’Abel Gance
- 1916 : Quand l'amour meurt de Raoul d'Auchy
- 1916 : Le Suicide de Sir Letson de Jacques de Baroncelli
- 1917 : 48, avenue de l'Opéra de Georges Denola et Dominique Bernard-Deschamps
- 1917 : L'Âme du bronze d’Henry Roussell
- 1917 : Sous la griffe d’Albert Dieudonné
- 1918 : L'Angoisse dans la nuit (anonyme)
- 1924 : La Voyante de Leon Abrams : Monsieur Detaille
- 1930 : David Golder de Julien Duvivier : David Golder
- 1931 : Le Cap perdu d’Ewald André Dupont
- 1931 : Les Cinq Gentlemen maudits de Julien Duvivier : M. de Marouvelle
- 1931 : Le Juif polonais de Jean Kemm : Mathias
- 1932 : Criminel de Jack Forrester
- 1932 : Poil de Carotte de Julien Duvivier : M. Lepic
- 1932 : Rothchild de Marco de Gastyne : Rothchild
- 1932 : La Tête d'un homme de Julien Duvivier : le commissaire Jules Maigret
- 1932 : Les Trois Mousquetaires, film tourné en deux époques : Les Ferrets de la reine et Milady d’Henri Diamant-Berger : M. de Tréville
- 1933 : Cette vieille canaille d’Anatole Litvak : Guillaume Vautier
- 1934 : Les Misérables, film tourné en trois époques : Une tempête sous un crâne, Les Thénardier et Liberté, liberté chérie de Raymond Bernard : Jean Valjean
- 1934 : Le Greluchon délicat de Jean Choux : Michel
- 1934 : Les Nuits moscovites d’Alexis Granowsky : Piotr Brioukow
- 1934 : Un homme en or de Jean Dréville : Papon
- 1935 : Golgotha de Julien Duvivier : Hérode
- 1935 : Crime et châtiment de Pierre Chenal : le juge Porphyre
- 1935 : Le Golem de Julien Duvivier : Rodolphe II
- 1935 : Moscow Nights d’Anthony Asquith : Piotr Brioukow (remake de Les Nuits moscovites)
- 1935 : Samson de Maurice Tourneur : Jacques Brachart
- 1935 : Les Yeux noirs de Victor Tourjanski : Ivan Ivanovitch Petroff
- 1936 : Tarass Boulba d’Alexis Granowsky : Tarass Boulba
- 1936 : Les Hommes nouveaux de Marcel L'Herbier : Bourron
- 1936 : Nitchevo de Jacques de Baroncelli : le commandant Robert Cartier
- 1936 : Un grand amour de Beethoven d’Abel Gance : Ludwig van Beethoven
- 1937 : Paris de Jean Choux
- 1937 : Mollenard de Robert Siodmak : Justin Mollenard
- 1937 : Nostalgie de Victor Tourjanski : Virine, le maitre de poste
- 1937 : Sarati le terrible d’André Hugon : César Sarati
- 1937 : Les Secrets de la mer Rouge de Richard Pottier : Saïd Aly
- 1937 : Un carnet de bal de Julien Duvivier : Alain Regnault, devenu le père Dominique
- 1938 : La Tragédie impériale de Marcel L'Herbier : Raspoutine
- 1938 : Le Patriote de Maurice Tourneur : le tsar Paul Ier
- 1939 : L'Homme du Niger de Jacques de Baroncelli : le major-médecin Bourdet
- 1940 : Le Président Haudecœur de Jean Dréville : le président Haudecoeur
- 1940 : Volpone de Maurice Tourneur : Volpone
- 1941 : L'Assassinat du Père Noël de Christian-Jaque : le père Cornusse
- 1941 : Péchés de jeunesse de Maurice Tourneur : Monsieur Lacalade
- 1943 : Symphonie d'une vie (Symphonie eines Lebens) de Hans Bertram : Stefan Melchior

## Théâtre

### Comédien
- 1907 : Timon d'Athènes d'Émile Fabre, mise en scène Firmin Gémier, théâtre Antoine
- 1907 : Monsieur Codomat de Tristan Bernard, mise en scène Firmin Gémier, théâtre Antoine
- 1907 : Cœur à cœur de Romain Coolus, mise en scène Firmin Gémier, théâtre Antoine
- 1907 : Sherlock Holmes de Pierre Decourcelle d'après Arthur Conan Doyle et William Gillette, mise en scène Firmin Gémier, théâtre Antoine
- 1908 : Ubu roi d'Alfred Jarry, mise en scène Firmin Gémier, théâtre Antoine - Roi Wenceslas
- 1908 : Les Jumeaux de Brighton de Tristan Bernard, théâtre Femina
- 1909 : Les Deux Visages de Fernand Nozière, théâtre Michel
- 1911 : Le Veilleur de nuit de Sacha Guitry, théâtre Michel
- 1912 : Le cœur dispose de Francis de Croisset, théâtre de l'Athénée
- 1913 : La Main mystérieuse de Fred Amy et Jean Marsèle, théâtre de l'Athénée
- 1917 : La Folle Nuit d'André Mouëzy-Éon et Félix Gandéra, théâtre Édouard-VII
- 1917 : Le marchand d'estampes de Georges de Porto-Riche, théâtre de l'Athénée
- 1918 : L'École des cocottes de Paul Armont et Marcel Gerbidon, théâtre du Grand-Guignol, théâtre Michel
- 1919 : La Liaison dangereuse d'André Mouëzy-Éon et Félix Gandéra, théâtre Édouard-VII
- 1920 : Un homme en habit d'André Picard et Yves Mirande, théâtre des Variétés
- 1920 : Le Roi de Robert de Flers et Gaston Arman de Caillavet, théâtre des Variétés
- 1921 : Le Caducée d'André Pascal, théâtre de la Renaissance, théâtre du Gymnase
- 1921 : Le Dieu d'argile d'Édouard Schneider, théâtre Antoine
- 1922 : Natchalo d'André Salmon et René Saunier, mise en scène Henri Burguet, théâtre des Arts
- 1922 : Un chien dans un jeu de quilles d'André de Fouquières et Raymond Silva, théâtre Femina
- 1922 : Le Songe d'une nuit d'été de William Shakespeare, mise en scène Firmin Gémier, théâtre de l'Odéon - Bottom
- 1923 : La Vagabonde de Colette et Léopold Marchand, théâtre de la Renaissance
- 1923 : Ma cousine de Varsovie de Louis Verneuil, théâtre Michel
- 1924 : Ça de Claude Gevel, théâtre Daunou
- 1924 : Manon de Fernand Nozière, théâtre de la Gaîté
- 1925 : L'Infidèle éperdue de Jacques Natanson, théâtre de la Michodière
- 1926 : Jazz de Marcel Pagnol, théâtre des Arts
- 1926 : Elle ou moi opérette de Jean Bastia d'après une nouvelle de Mark Twain, musique Albert Chantrier, théâtre Daunou
- 1927 : Les Amants de Paris de Pierre Frondaie, théâtre Sarah-Bernhardt  avec Mmes Sylvie, Mady Berry et MM. Pierre Blanchar et Fernand Fabre
- 1929 : Le Procès de Mary Dugan de Bayard Veiller, adaptation Henry Torrès et Horace de Carbuccia, théâtre de l'Apollo
- 1929 : La Femme au chat de Henry de Gorsse et Pierre Veber d'après Oreste Poggio, mise en scène Harry Baur, théâtre Daunou, 18 mai
- 1930 : Pardon, Madame de Romain Coolus et André Rivoire, théâtre Michel
- 1930 : Miss France de Georges Berr et Louis Verneuil, théâtre Édouard-VII
- 1930 : David Golder de Fernand Nozière d'après le roman d'Irène Némirovsky, théâtre de la Porte-Saint-Martin
- 1931 : Fanny de Marcel Pagnol, mise en scène Harry Baur, théâtre de Paris
- 1933 : La Voie lactée d'Alfred Savoir, mise en scène Harry Baur, théâtre des Mathurins
- 1934 : Le mari que j'ai voulu de Louis Verneuil, théâtre des Mathurins
- 1935 : Le Procès d'Oscar Wilde de Maurice Rostand, théâtre de l'Œuvre
- 1936 : Christian d'Yvan Noé, théâtre des Variétés

### Metteur en scène
- 1925 : L'Archange de Maurice Rostand, théâtre Sarah-Bernhardt
- 1929 : Vive Leroy opérette d'Henri Géroule et René Pujol, musique Fred Pearly et Pierre Chagnon, théâtre des Capucines
- 1929 : La Femme au chat de Henry de Gorsse et Pierre Veber d'après Oreste Poggio, théâtre Daunou
- 1931 : Fanny de Marcel Pagnol, théâtre de Paris
- 1932 : Une jeune fille espagnole de Maurice Rostand, théâtre Sarah-Bernhardt
- 1932 : Il était une fois… de Francis de Croisset, théâtre des Ambassadeurs
- 1933 : La Voie lactée d'Alfred Savoir, théâtre des Mathurins
- 1939 : Roi de France de Maurice Rostand, théâtre de l'Œuvre